# Kibibit
Um kibibit é um múltiplo da unidade bit, uma unidade de armazenamento de informações digitais, usando o prefixo binário padrão kibi, que possui o símbolo Ki, que significa 210. O símbolo da unidade do kibibit é Kibit
1 kibibit = 210 bits = 1024 bits
O kibibit existe desde 1998 e está intimamente relacionado ao kilobit, que é igual a 103 bits = 1000 bits. No entanto, um kibibit é de 1024 bits. Da mesma forma, um kibibyte é de 1.024 bytes.
Os prefixos binários fazem parte do Sistema Internacional de Quantidades (ISQ).